# Jan Werner (1913–1940)
Jan Werner (ur. 2 września 1913 roku – rozstrzelany 21 czerwca 1940 roku w Palmirach) – adwokat, publicysta, działacz młodzieżowy, konspiracyjny redaktor Młodzieży Katolickiej.
Osadzony na Pawiaku i w alei Szucha.